# Clement Greenberg
Clement Greenberg (16 de gener de 1909 - 7 de maig de 1994) va ser un influent assagista i crític d'art estatunidenc, molt relacionat amb l'art modern nord-americà de mitjan segle xx, i un esteticista formalista. En particular, va promoure el moviment de l'expressionisme abstracte i va tindre relacions molt estretes amb el pintor Jackson Pollock, a qui va descobrir i popularitzar.

## Joventut
Clement Greenberg va néixer al Bronx, Nova York, l'any 1909. Els seus pares eren immigrants jueus de classe mitjana, i ell era el gran dels seus tres fills. Des de petit, Greenberg va dibuixar de manera compulsiva, fins a convertir-se en un adult jove, quan va començar a centrar-se en la literatura. Va assistir a l'Erasmus Hall High School, a la Marquand School for Boys i a la Universitat de Syracuse, i es va graduar amb un AB el 1930, cum laude. Des de petit ja coneixia perfectament el yiddish i l'anglès, i mentre estudiava a la universitat aprenia per si sol italià i alemany, a més del francès i el llatí.
Durant els anys següents, va viatjar als Estats Units en motiu del negoci del seu pare, però com que aquesta feina no li agradava, la va deixar per centrar-se en fer traduccions. Greenberg es va casar el 1934, va tenir un fill l'any següent i es va divorciar l'any següent. El 1936, va ocupar una sèrie de treballs al govern federal, a l'Administració de la Funció Pública, a l'Administració de Veterans i, finalment, a la Divisió de Taxadors del Servei de Duanes el 1937. Va ser llavors quan Greenberg va començar a centrar-se en l'escriptura, i poc després va començar a fer articles per un grapat de petites revistes literàries.

## Kitsch
Greenberg es va graduar a la Universitat de Syracuse de Nova York. Va destacar per primer cop com a crític d'art amb el seu assaig Avantguarda i Kitsch, publicat per primer cop al diari Partisan Review el 1939, aquest article va ser el resultat de la correspondència entre Dwight Macdonald i el propi Greenberg, i va ser un dels que va aportar retribucions més importants sobre el fenomen del kitsch. En aquest article va afirmar que l'avantguarda i l'art modern van ser un mitjà de resistir-se a l'anivellació de la cultura produïda per la propaganda capitalista. Greenberg es va apropiar de la paraula alemanya 'kitsch' per a descriure aquest consumisme, tot i que les seves connotacions han canviat des de llavors cap a una noció més afirmativa de materials de desfet de la cultura capitalista. L'art modern, com la filosofia, va explorar les condicions sota les quals experimentem i entenem el món.
El kitsch és, segons Greenberg, la cultura que es va crear al segle XX per als camperols alfabetitzats que van arribar a les ciutats amb la industrialització, una nova forma que està a mig camí entre la cultura de la ciutat i la cultura popular, una cultura succedània destinada a aquells que, "insensibles als valors de la cultura genuïna, estaven famolencs de distraccions que només algun tipus de cultura pot proporcionar". Greenberg va prendre el terme "kitsch" del llenguatge jiddisch (una barreja d'alemany, hebreu i altres llengües) emprada pels jueus centreeuropeus. El seu article va contribuir a popularitzar el terme més enllà d'aquests cercles.

## Expressionisme abstracte
Greenberg va escriure diversos assaigs fonamentals que van definir les seves opinions sobre la història de l'art al segle xx. El 1940, Greenberg es va incorporar a Partisan Review com a editor. Es va convertir en crític d'art per a The Nation el 1942. Va ser editor associat de Commentary des de 1945 fins a 1957.
El desembre de 1950, Greenberg es va unir al Comitè Americà per a la Llibertat Cultural, finançat pel govern. Creia que el modernisme proporcionava un comentari crític sobre l'experiència. Estava canviant constantment per adaptar-se a la pseudocultura kitsch, que ella mateixa estava sempre en desenvolupament. Als anys posteriors a la Segona Guerra Mundial, Greenberg va considerar que els millors artistes d'avantguarda estaven sorgint als Estats Units i no a Europa. Va defensar en particular a Jackson Pollock com el millor pintor de la seva generació, commemorant els quadres de «pintura gestual» all over. A l'assaig del 1955 titulat «American-Type Painting», Greenberg va defensar l'obra dels expressionistes abstractes, entre ells Jackson Pollock, Willem de Kooning, Hans Hofmann, Barnett Newman, i Clyfford Still, com la següent etapa en l'art modern, dient que aquests pintors estaven avançant cap a un major èmfasi en la «planeitat» del pla pictòric.
Greenberg va afirmar que aquest caràcter pla separava la seva obra dels antics mestres, els qui consideraven el caràcter pla del llenç com un obstacle per a la pintura. També defensà un mètode d'autocrítica que permetés que la pintura abstracta passés de ser paper pintat decoratiu a un autèntic art.
Considerava que els Estats Units s'haven convertit en el guardià de l'«art avançat». Va lloar moviments similars que estaven tenint lloc a l'estranger i, després de l'èxit de l'exposició Painters Eleven el 1956 amb els artistes abstractes nord-americans a la galeria Riverside de Nova York, va viatjar a Toronto a veure l'obra del grup el 1957. Va quedar particularment impressionat pel potencial de pintors com William Ronald i Jack Bush, i més tard va desenvolupar una amistat íntima amb aquest últim. Greenberg va veure en l'obra post-Painters Eleven de Bush una clara manifestació del canvi des de l'expressionisme abstracte fins a la pintura dels camps de color i l'abstracció lírica, un canvi que ell havia reclamat en la major part dels seus escrits de l'època.
Rebutjà el Pop Art dels anys 1960, una tendència clarament influenciada per la cultura kitsch. La seva oposició a les teories post-modernes i als moviments socialment compromesos dins de l'art van dur-li a ser rebutjat per artistes i historiadors de l'art posteriors.
Durant la dècada de 1960, Greenberg va continuar sent una figura influent en una generació més jove de crítics, com Michael Fried i Rosalind E. Krauss. El seu antagonisme a les teories "postmodernes" i als moviments socialment compromesos en l'art van fer que es convertís en un objectiu per als crítics que l'etiquetaven, i l'art que admirava, "antiquat".
El 1968, Greenberg va pronunciar la conferència inaugural John Power Memorial al Power Institute of Fine Arts de la Universitat de Sydney, Austràlia.
En el seu llibre The Painted Word, Tom Wolfe va criticar Greenberg juntament amb Harold Rosenberg i Leo Steinberg, a qui va batejar com els reis de "Cultureburg". Wolfe argumentava que aquests tres crítics dominaven el món de l'art amb les seves teories i que, a diferència del món de la literatura en què qualsevol pot comprar un llibre, el món de l'art estava controlat per un cercle insular de rics col·leccionistes, museus i crítics amb una influència desmesurada.

## Abstracció postpictòrica
Amb el temps, Greenberg es va preocupar perquè alguns expressionistes abstractes havien quedat reduïts a un «conjunt de manierismes» i va buscar una nova sèrie d'artistes que van arribar a una certa puresa que revelés la veracitat del llenç, i els aspectes bidimensionals de l'espai («planeitat»). Greenberg va encunyar el terme «abstracció postpictòrica» o nova abstracció per distingir-los de l'expressionisme abstracte, o abstracció pictòrica. L'abstracció postpictòrica va reaccionar contra l'abstracció gestual i es va ramificar en dos grups, els pintors Hard-Edged com Ellsworth Kelly i Frank Stella, els quals van explorar les relacions entre formes i vores, i els pintors Color-Field com Helen Frankenthaler i Marris Louis, els quals van abocar la pintura diluïda en el llenç sense emprimació per explorar els aspectes de color pur i fluid.

## Col·lecció
L'any 2000, el Portland Art Museum (PAM) va adquirir la col·lecció Clement Greenberg de 159 pintures, gravats, dibuixos i escultures de 59 artistes importants de finals del segle XX i principis del segle XXI. PAM exposa les obres principalment al Jubitz Center for Modern and Contemporary Art; algunes escultures estan a l'aire lliure. La majoria dels artistes representats són americans, juntament amb diversos canadencs i un grapat d'artistes d'altres nacionalitats. Entre els artistes hi ha Edward Avedisian, Walter Darby Bannard, Stanley Boxer, Jack Bush, Anthony Caro, Dan Christensen, Ronald Davis, Richard Diebenkorn, Enrico Donati, Friedel Dzubas, André Fauteux, Paul Feeley, Helen Frankenthaler, Robert Goodnough, Adolph Gottlieb, Hans Hofmann, Wolfgang Hollegha, Robert Jacobsen, Paul Jenkins, Seymour Lipton, Georges Mathieu, Kenneth Noland, Jules Olitski, William Perehudoff, Jackson Pollock, Larry Poons, William Ronald, Anne Ryan, David Smith, Theodoros Stamos, Theodoros Stamos Alfred Wallis i Larry Zox.
La vídua de Greenberg, Janice van Horne, va donar la seva biblioteca comentada de catàlegs d'exposicions i publicacions sobre artistes de la col·lecció de Greenberg al Museu d'Art de Portland. La biblioteca amb les notes de Greenberg està disponible a la Biblioteca familiar Crumpacker del Museu d'Art de Portland, que està oberta al públic de manera gratuïta.

## En la cultura popular
Greenberg va ser interpretat per l'actor Jeffrey Tambor a la pel·lícula Pollock del 2000, sobre la vida de Jackson Pollock.